# Nikaia

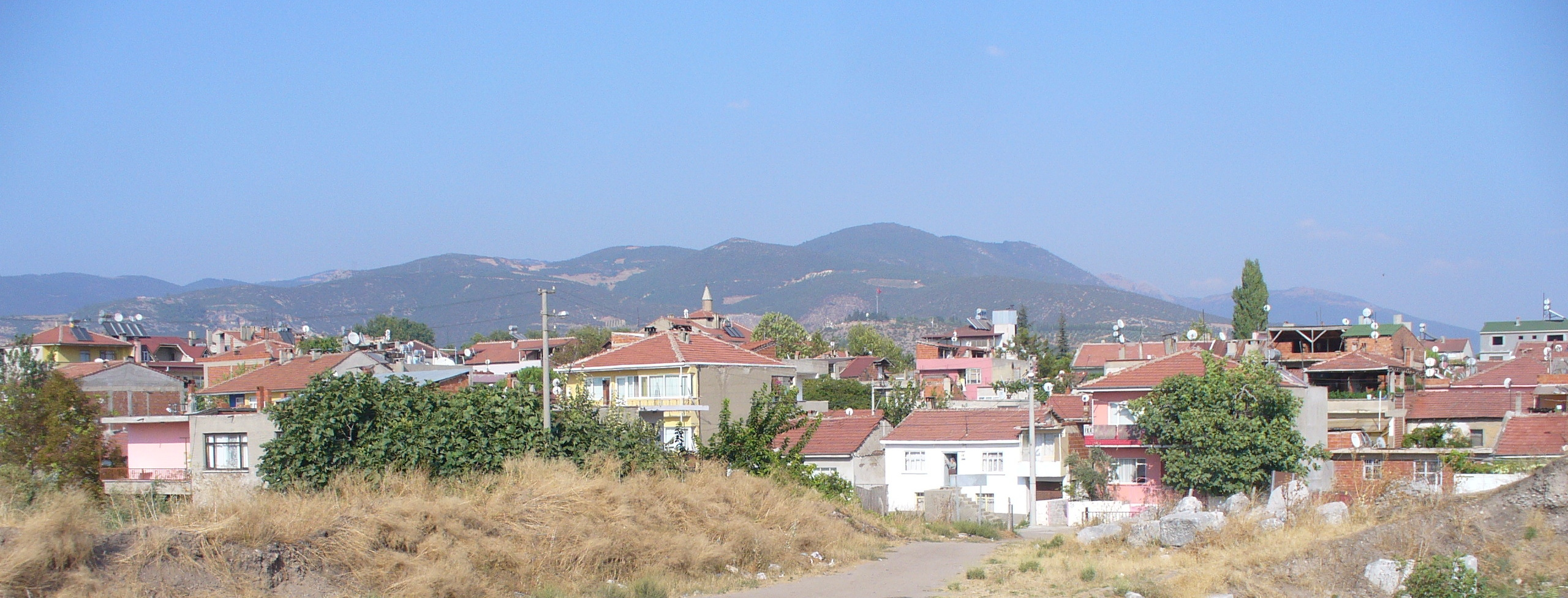
Pohled na město z římského amfiteátru

Nikáj, též řecky Νίκαια Nikaia a  latinsky Nicaea, je historické město v Anatolii v dávné Bithýnii a v dnešním Turecku, které je známo především jako místo konání historicky prvního ekumenického koncilu starověké křesťanské církve. Současné moderní město nese turecký název İznik a proslavilo se jako dřívější středisko fajánské keramiky. Ve městě žije asi 15 000 obyvatel.

## Strategické umístění a poloha historické Nikáje

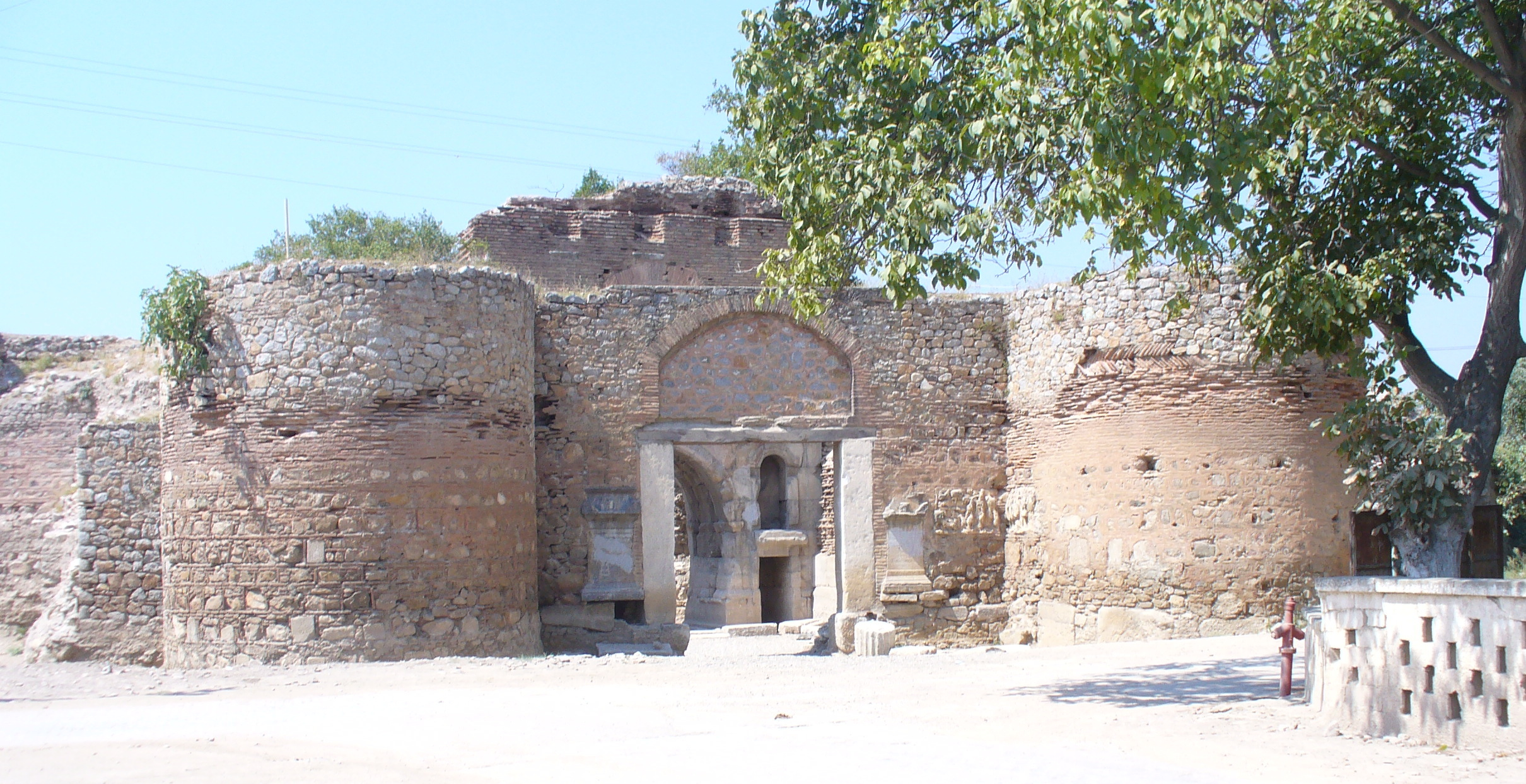
Městská brána

Město se nachází v úrodné pánvi východního konce jezera Askanion, na severu a na jihu je obklopeno horami. Západní hradba města je vybudována přímo u jezera a skýtá tak městu ochranu před dobytím z tohoto směru – zároveň město mohlo v případě ohrožení z tohoto jezera čerpat pitnou vodu a ryby. Jezero je zároveň dost velké, takže jej není možné jednoduše celé obklíčit. Zároveň také bylo město dostatečně veliké, takže útok na lodě na jezeře byl velmi ztížený.
Město je obklopeno ze všech stran pětikilometrovými hradbami vysokými asi 10 m, které jsou obehnány dvojím příkopem a jsou lemovány na různých místech stovkou věží. Jediný vstup do města poskytují tři brány na pevninských stranách města.
Dnes jsou hradby na mnoha místech proraženy kvůli ulicím, ale dosud mnoho z monumentálního starověkého díla zůstalo zachováno a je stále cílem turistů.

## Dějiny města
Město založil kolem roku 310 př. n. l. makedonský vojevůdce Antigonos, který se po smrti Alexandra Velikého, jemuž sloužil jako velitel vojska, zmocnil většiny Malé Asie. Původně se město jmenovalo po něm – Antigoneia. Poté, co se města zmocnili v řadě další Alexandrovi generálové, přešlo nakonec město do rukou vládce Thrákie Lýsimacha (asi 355 př. n. l. – 281 př. n. l.), který město přejmenoval na počest své manželky Nikaje.
V Nikaji se narodil kolem roku 194 př. n. l. řecký astronom Hipparchos a kolem roku 240 řecký matematik a astronom Sporos.
Roku 325 svolal do tohoto města císař Constantinus I. veliké zasedání biskupů církve, které vešlo později ve známost jako První nikajský koncil, který měl vyřešit vyvstalou otázku ariánství. Tento koncil reálně založil křesťanství jako obecné společenství a také zformuloval své vyznání víry, které se stalo základem, který přijímá naprostá většina křesťanů. Císař Justinián I. postavil v půli 6. století ve městě chrám Svaté Moudrosti (Hagia Sofia) po vzoru slavného chrámu Hagia Sofia v Konstantinopoli. Ve městě se sešel roku 787 další církevní koncil, Druhý nikajský, který řešil otázku obrazoborectví.
Město roku 1080 dobyli Seldžukové, ale roku 1097 jej křižáci při první křížové výpravě získali zpět a předali je byzantské říši. Po vyplenění Konstantinopole roku 1204 čtvrtou křížovou výpravou odešel císař Theodor I. Laskaris do Nikaje coby exilu a založil zde Nikajskou říši, která uchovala byzantskou kontinuitu. Až roku 1259 císař Michael VIII. Palaiologos vyzískal nazpět trůn, když se mu podařilo dobýt Konstantinopol obsazenou „Latiny“ roku 1261. Roku 1331 dobyla město Osmanská říše a bylo přejmenováno na İznik. Město ztratilo význam po pádu Konstantinopole roku 1453.
V novějších dobách město proslulo jako středisko fajánské keramiky, avšak po přesunu její výroby do Istanbulu význam města zcela upadl.

## Osobnosti
- Cassius Dio (2.–3. století) – římský historik píšící řecky
- Hipparchos (2. století) – řecký astronom, geograf a matematik
- Georgios Pachyméres (1242 – asi 1310) – byzantský spisovatel a historik